# Thelidium incavatum
Thelidium incavatum är en lavart som beskrevs av Nyl. ex Mudd. Thelidium incavatum ingår i släktet Thelidium och familjen Verrucariaceae.  Arten är reproducerande i Sverige. Inga underarter finns listade i Catalogue of Life.